# Brendan Coyle
Brendan Coyle (født 2. december 1962) er en britisk-irsk skuespiller. Han vandt en Olivier Award for Best Performance in a Supporting Role for The Weir i 1999.
Han har også spillet Nicholas Higgins i miniserieen North & South, Robert Timmins i de første tre sæsoner af Lark Rise to Candleford, samt kammertjeneren Mr Bates in Downton Abbey, som han blev nomineret til en Primetime Emmy Award for Outstanding Supporting Actor in a Drama Series og en BAFTA for Best Supporting Actor.

## Filmografi

### Film
| År   | Titel                                    | Rolle                        | Noter   |
| ---- | ---------------------------------------- | ---------------------------- | ------- |
| 1994 | Ailsa                                    | Miles Butler                 |         |
| 1997 | The Last Bus Home                        | Steve Burkett                |         |
| 1997 | Tomorrow Never Dies                      | Leading Seaman – HMS Bedford |         |
| 1998 | Soft Sand, Blue Sea                      | Gerry                        |         |
| 1998 | The General                              | UVF Leader                   |         |
| 1998 | Happy Birthday To Me                     |                              | Short   |
| 1999 | I Could Read the Sky                     | Francie                      |         |
| 2001 | Mapmaker                                 | Robert Bates                 |         |
| 2005 | Allegiance                               | Michael Collins              |         |
| 2005 | The Jacket                               | Damon                        |         |
| 2006 | Offside                                  | Duncan Miller                |         |
| 2009 | Perrier's Bounty                         | Jerome                       |         |
| 2012 | The Raven                                | Reagan                       |         |
| 2014 | Noble                                    | Gerry Shaw                   |         |
| 2016 | Me Before You                            | Bernard Clark                |         |
| 2016 | Bare                                     | Mick "The Irish Hammer"      | Short   |
| 2018 | Mary Queen of Scots                      | Earl of Lennox               |         |
| 2019 | Downton Abbey                            | John Bates                   |         |
| 2022 | Downton Abbey: A New Era                 | John Bates                   |         |
| 2025 | Untitled Downton Abbey: A New Era sequel | John Bates                   | Filming |

### Tv
| År        | Titel                                             | Rolle                      | Noter |
| --------- | ------------------------------------------------- | -------------------------- | --- |
| 1992      | Fool's Gold: The Story of the Brink's-Mat Robbery | Det. Sgt. Benwell          | TV movie |
| 1992      | The Bill                                          | Chris Bailey               | Episode "Radio Waves" |
| 1995      | The Glass Virgin                                  | Manuel Mendoza             | Mini-series |
| 1995      | Dangerfield                                       | David Walsh                | 2 episodes |
| 1996      | Silent Witness                                    | Liam Slattery              | 2 episodes |
| 1996      | Thief Takers                                      | DS Bob "Bingo" Tate        | 16 episodes |
| 2000      | McCready and Daughter                             | Donal McCready             | TV movie |
| 2000      | Paths to Freedom                                  | Jeremy Fitzgerald          | 6 episodes |
| 2001      | Conspiracy                                        | SS Maj Gen Heinrich Müller | TV movie |
| 2001      | Rebel Heart                                       | Michael Collins            | Miniseries |
| 2001      | The Inspector Lynley Mysteries                    | Richard Tey                | Episode "A Great Deliverance" |
| 2001      | The Bombmaker                                     | George McEvoy              | TV movie |
| 2002      | Rockface                                          | Douglas McLanaghan         | 7 episodes |
| 2003      | Waking the Dead                                   | Martin Corgan              | 2 episodes |
| 2003      | Single                                            | Paul                       | |
| 2004      | Amnesia                                           | DC Ian Reid                | TV movie |
| 2004      | Omagh                                             | DS John White              | TV movie |
| 2004      | North & South                                     | Nicholas Higgins           | Miniseries |
| 2005      | Shameless                                         | Father Polish              | Episode 2.4 |
| 2005      | Jericho                                           | Christie                   | 3 episodes |
| 2005      | The Ghost Squad                                   | Sgt. Ralph Allan           | Episode "Heroes" |
| 2006      | The Commander: Blacklight                         | Carl Dirkwood              | TV movie |
| 2006      | Soundproof                                        | DI Dave Cox                | TV movie |
| 2006      | Prime Suspect: The Final Act                      | DCS Mitchell               | TV movie |
| 2006      | Perfect Parents                                   | Ed                         | TV movie |
| 2007      | The Mark of Cain                                  | Davey Gulliver             | |
| 2007      | Wedding Belles                                    | Priest                     | TV movie |
| 2007      | The Good Samaritan                                | Lewis Farrell              | TV movie |
| 2007      | Damage                                            | Aidan Cahill               | TV movie |
| 2007      | True Dare Kiss                                    | Kaz Sweeney                | 6 episodes |
| 2008–2010 | Lark Rise to Candleford                           | Robert Timmins             | Series 1–3; 31 episodes |
| 2009      | Inspector George Gently                           | Patrick Donovan            | Episode "Gently in the Night" |
| 2009      | Blue Murder                                       | Derek Jowell               | 2 episodes |
| 2010–2015 | Downton Abbey                                     | John Bates                 | TV series (52 episoder) Screen Actors Guild Award for Outstanding Performance by an Ensemble in a Drama Series Nominated – BAFTA Television Award for Best Supporting Actor Nominated – Primetime Emmy Award for Outstanding Supporting Actor in a Drama Series (2012) |
| 2012–2013 | Starlings                                         | Terry Starling             | |
| 2015      | Spotless                                          | Nelson Clay                | |
| 2015      | Murdoch Mysteries                                 | Mr. Rankin                 | Episode "A Merry Murdoch Christmas" |
| 2016      | 12 Monkeys                                        | Dr. Benjamin Kalman        | Episode "Year of the Monkey") |
| 2018      | Requiem                                           | Stephen Kendrick           | 6 episodes |
| 2022      | Riches                                            | Gideon Havelock            | |
| 2024      | Finders Keepers                                   | Denys Elland               | |
| TBA       | Toxic Town                                        | TBA                        | 4 episodes |